# Ciclofosfamida

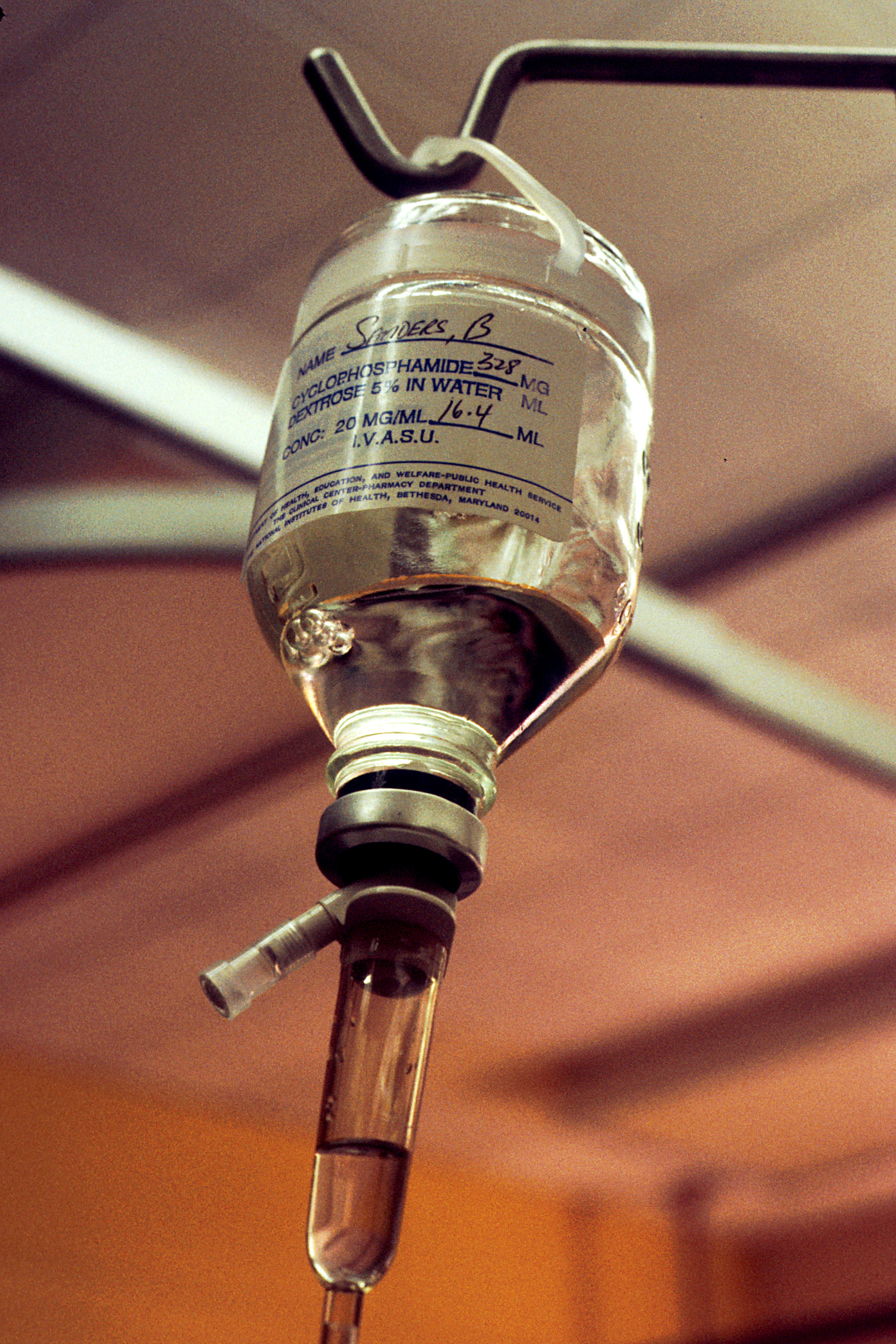
Ciclofosfamida siendo administrada mediante goteo intravenoso.

La ciclofosfamida es un medicamento de la familia de agentes alquilantes usada como antineoplásico e inmunodepresor.

## Uso
Como quimioterapia, se usa ya sea en monoterapia o combinado junto a otros agentes de quimioterapia para tratar varias clases de linfoma, como el mieloma múltiple o la leucemia. También se usa como tratamiento de tumores sólidos, como el cáncer de ovario, el cáncer de mama, el cáncer de pulmón de células pequeñas, el neuroblastoma y el sarcoma. 
Como inmunosupresor se usa en el lupus eritematoso sistémico, la granulomatosis con poliangitis, la esclerosis múltiple, y  complicaciones o comorbilidades de las anteriores como el síndrome nefrótico. También es usado para evitar el rechazo agudo después de un trasplante. Se administra por vía oral o intravenosa.

## Efectos secundarios
Los efectos secundarios más importantes son los siguientes:
- Aumento de la posibilidad de generar cáncer de próstata y en las vías renales.
- Hemorragia en la vejiga.
- Hiponatremia Dilucional, por aumento de la ADH (Hormona antidiurética o vasopresina)
- Disuria, producido por la irritación del fármaco.
- Probabilidad de esterilidad en hombres y mujeres.
- Náuseas.
- Neutropenia.
- Amenorrea.

## Recomendaciones
Al tomar este medicamento se recomienda tomar grandes cantidades de líquido para así mejorar la función renal y evitar problemas con la toxicidad del mismo, teniendo precaución y monitoreo continuo de concentración de sodio en sangre, por la hiponatremia dilucional.